# 이스트메도
이스트메도(영어: East Meadow)는 미국 뉴욕주의 도시이다. 나소 군의 인구 조사 지정 구역이며, 헴프스테드에 있다. 2010년 통계로 인구는 38,132명이다.

## 인구
| 인구조사              | 인구   | Note | %±    |
| --------------------- | ------ | ---- | ----- |
| 2000년                | 37,461 |      | —     |
| 2010년                | 38,132 |      | 1.8%  |
| 2020년                | 37,796 |      | −0.9% |
| U.S. Decennial Census |        |      |       |

## 출신 인물
- 윌리엄 피크너 (배우)
- 조이 망가노 (사업가)
- 스털링 모리슨 (기타리스트)
- 엘리너 루스벨트 (영부인)
- 루이스 새커 (작가)
- 제나 우슈코비츠 (배우)